# Лиждвой Андрій Петрович
Лиджвой (Ліджвой) Андрій Петрович (1893-1937) — український діяч лісового господарства ранньої радянської доби, директор Київського лісогосподарського інституту (1931-1937). Розстріляний 1937 року.
На початку 20-х років служив секретарем Остерського політвиконкому, за головування Козальновського.
Причетний до захоплення у заручники та до розстрілів українців.

## Біографія
Народився в місті Остер, там навчався у школі в 1903-1909 роках. Закінчив училище 1915 року та здобув освіту землеміра-гідротехніка. Працював за фахом у Воронізькій губернії з 1 липня того ж року. З жовтня 1916 року був мобілізований до 146-ї Воронезької дружини.
У травні 1918 року вступив до Української партії лівих есерів. Проводив підпільну роботу проти уряду Гетьмана Скоропадського в Остерському повіті, у січні 1919 став членом Остерського повітового революційного комітету, а невдовзі заступником і завідувачем Остерським повітовим земельним відділом. Після відступу Червоної армії у вересні-жовтні 1919 року був одним з партизанських ватажків, а після її повернення у грудні 1919 року повернувся на посаду завідувача повітземвідділом.
Лиждвой очолював Чернігівський повітовий виконавчий комітет з 26 серпня 1921 року до лютого 1923 року. Тоді ж призначений головою Чернігвського окружного виконавчого комітету, звідки звільнився за станом здоров'я у жовтні 1923 року.
Надалі працював лісничим у Чернігівському лісництві. 22 серпня 1924 року призначений начальником Чернігівського губернського лісоуправління, а невдовзі Чернігівського окружного лісоуправління. У 1927-1931 роках навчався в Київському лісотехнічному інституті.
1931 року став директором інституту. У 1932 році очолював Боярське навчально-дослідне лісове господарство.
1936 року в зв'язку з неконтрольованими суцільними рубками лісу, особливо в водоохоронних лісах та в малолісистих регіонах, на території УРСР було створене Управління лісоохорони і лісонасаджень при РНК УРСР. Головою управління був призначений Андрій Лиждвой, який взявся за наведення ладу в галузі.

### Арешт і загибель
Заарештований 2 серпня 1937 року. Під час допитів його катували та домоглися зізнань у «зраді державі». Засуджений до розстрілу 21 жовтня 1937 року серед 198 інших ув'язнених з УРСР разом з письменниками Михайлом Биковцем, Анатолієм Патяком, поетами Віктором Гудимом, Яковом Савченком, Михайлом Семенком, Миколою Скубою та Андрієм Михайлюком, правознавцем Арнольдом Кристером, мовознавцями Никанором Лоюком, Олексою Синявським і Миколою Станиславським, мистецтвознавцем Дмитром Грудиною, істориками Василем Гуристримбою і Миколою Тригубенком, медиком Софією Москалець-Любченко, директором театру Лазаром Копелевичем, директорами інститутів Григорієм Мазуркевичем, Семеном Стрельбицьким і Федором Тесленком, комуністичними діячами Павлом Маркітаном, Марком Василенком, Федором Водовозенком, Михайлом Голубятніковим, Юрієм Войцехівським, Степаном Горяним, Миколою Зіненком, Панасом Корженком, Акімом Кричевцовим, Семеном Крупком, Іваном Кудріним, Василем Кузьменком, Федором Кузоятовим, Олександро Лісовиком, Костем Матяшем, Олексієм Перловим, Василем Порайком, Іваном Слиньком, Олексою Триліським та іншими.
Був одружений з рідною сестрою Марії Крупеник — дружини Панаса Любченка. Після розстрілу Андрія Лиждвоя його дружина збожеволіла на засланні..